# Turkey in the Straw
Turkey in the straw, Roud 4247, är en folkvisa som skapades i USA i början av 1800-talet av en okänd upphovsman. Den brukar framföras på fiol, och finns bland annat med i kortfilmen Musse Pigg som Ångbåtskalle.
Den första kända texten lyder:
Turkey in de straw, turkey in de hay

Turkey in de straw, turkey in de hay

Roll 'em up an' twist 'em up a high tuc-ka-haw

An' twist 'em up a tune called Turkey in the Straw
Den svenska musikgruppen Mora Träsk har skrivit en egen låttext till originalmusiken som heter "Hänger öronen på dig ner".